# Valery Gradow
Valery Valentinovich Gradow, auch Waleri Walentinowitsch Gradow (russisch Валерий Валентинович Градов; * im 20. Jahrhundert in Krasnojarsk, Sibirien), ist ein russischer Violinvirtuose und Musikpädagoge, der seit 1972 in Deutschland lebt und weltweit unterrichtete.

## Leben und Wirken
Valery Gradow (im Deutschen auch Waleri Gradow) begann mit dem Geigenstudium bei Adolf Leschinski, einem Schüler von Carl Flesch. Auf Drängen von Dawid Oistrach ging er an das Tschaikowsky-Konservatorium in Moskau, wo er die Meisterklasse für Violine von Leonid Kogan absolvierte und einen Doktortitel erwarb. Sein erster Erfolg als Solist bei einem großen internationalen Wettbewerb gelang ihm bereits während seines Studiums im Jahr 1965 bei der 1. International Jean Sibelius Violin Competition in Helsinki, wo er nach dem Russen Oleg Kagan und dem Israeli Joshua Epstein den 3. Platz errang. Im Folgejahr wurden Gradow in London der Internationale Musikpreis und die London Harriet Cohen Foundation Medal verliehen.
Nach Abschluss seines Studiums unterrichtete er von 1967 bis 1970 am staatlichen M. I. Glinka-Konservatorium in Gorki und am Staatlichen Pädagogischen Institut in Moskau. Im Jahr 1972 emigrierte er aus der ehemaligen UdSSR nach Deutschland. Zunächst unterrichtete er als Professor für Violine an der Folkwang Hochschule in Essen (früher Abteilung Essen der Musikhochschule Ruhr) und ab 1987 an der Hochschule für Musik und Darstellende Kunst Mannheim
Von 1998 bis 1999 war er „Artist Professor of Violin“ an der Universität North Texas. Er hielt weltweit Meisterkurse, unter anderem in Deutschland, Frankreich, Italien, Korea, Südafrika, in der Schweiz sowie in den Vereinigten Staaten, dort beispielsweise an der Boston University und am Peabody Institute der Johns Hopkins University in Baltimore.
Zu Gradows bekannten Schülern zählen die Violinisten Clara-Jumi Kang, Christian Ostertag, Helena Winkelman, Mario di Nonno, Ute Hasenauer und Frank Peter Zimmermann sowie Julia Galić, ein Ensemblemitglied des Trio Parnassus.
Als Solist trat Gradow – oft in Begleitung seiner Ehefrau Ada, einer Pianistin – weltweit mit bedeutenden Orchestern auf, darunter das Amsterdam Philharmonic Orchestra, das BBC Symphony Orchestra, das Tokyo Symphony Orchestra und die Bamberger Symphoniker. Er spielte Aufnahmen für die Labels Melodia, Colosseum, Aurophon und Sonora ein.

## Auszeichnungen
- 3. Platz beim 1. Internationalen Sibelius-Wettbewerb für Violine, Helsinki (1965)
- Internationaler Musikpreis, London (1966)
- Harriet Cohen Foundation Medal, London (1966)
- Goldmedaille der schweizerischen Kulturstiftung Alte Kirche Boswil[8]

## Diskografie (Auswahl)
- Sergei Prokofjew: Sonate Nr. 2 für Violine und Klavier. LP, Melodia 21835, UdSSR 1968.
- Romantische Violinkonzerte. LP, Collosseum-Schallplatten, Nürnberg 1984.
- Alfred Schnittke: Quasi una sonata. CD, Sonora Productions S022579CD, USA 1997.